# Andrej Petrič
Andrej Petrič, slovenski kemik, * 1. januar 1952, Ljubljana.
Petrič je leta 1975 diplomiral na ljubljanski Fakulteti za naravoslovje in tehnologijo in prav tam 1984 tudi doktoriral. Strokovno se je izpopolnjeval v ZDA na univerzah v Illinoisu, Utahu in Kaliforniji. Leta 1975 se je zaposlil na FNT oziroma kasnejši Fakulteti za kemijo in kemijsko tehnologijo v Ljubljani, kjer od leta 2001 deluje kot redni profesor.